# Salvatore Majorana Calatabiano
Salvatore Majorana Calatabiano (Militello in Val di Catania, 24 dicembre 1825 – Roma, 23 dicembre 1897) è stato un economista e politico italiano.

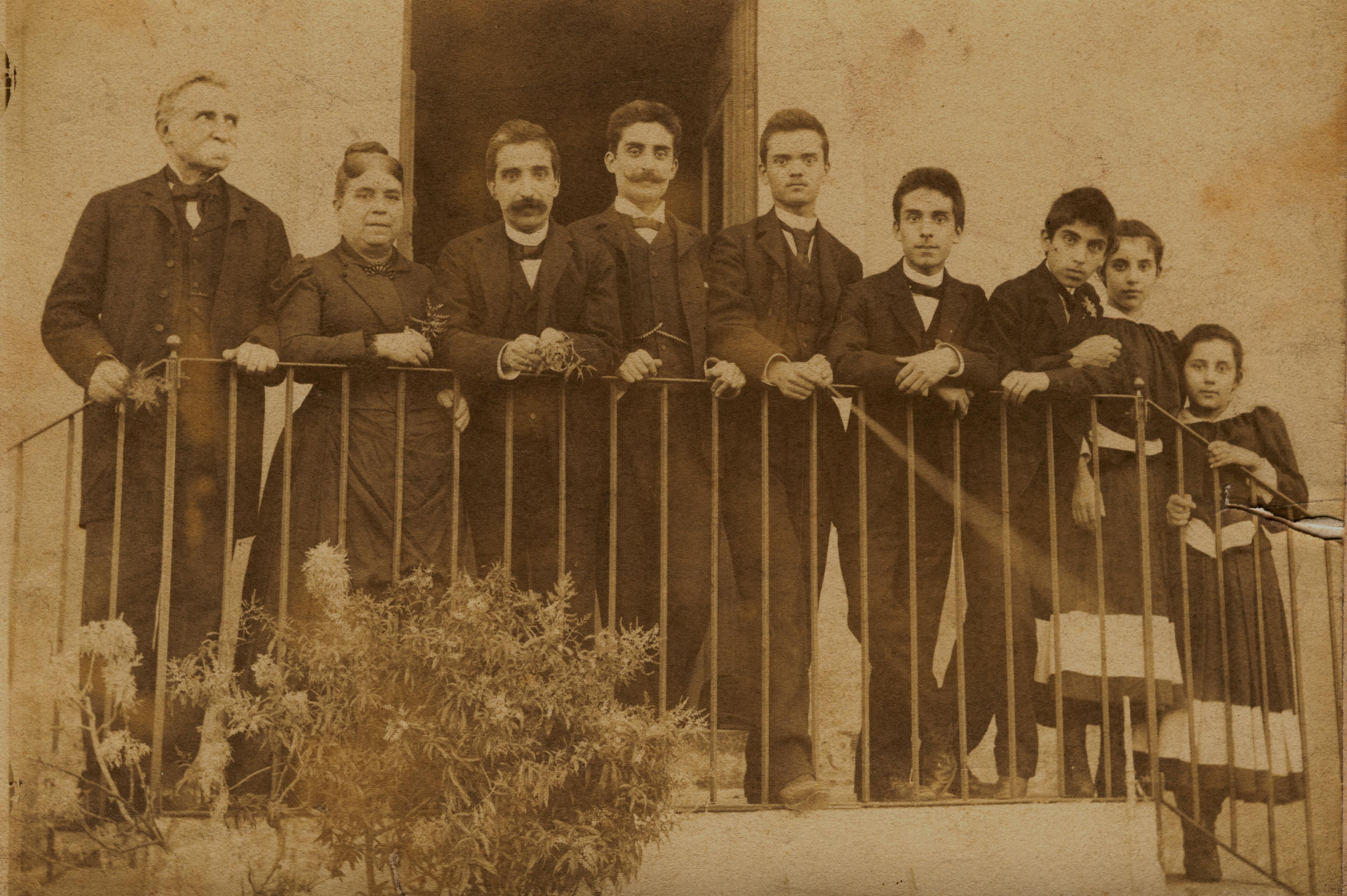
Il senatore, a sinistra, con moglie e figli.

Figlio di Valentino Majorana Reforgiato e di Antonietta Calatabiano, fu capostipite della famiglia Majorana Calatabiano, senatore del Regno d'Italia nella XIII legislatura e ministro dell'agricoltura, dell'industria e del commercio del Regno d'Italia nei governi Depretis I e Depretis III.

## Biografia
Suoi figli (alcuni dei quali furono anche deputati al tempo degli incarichi politici del padre) furono:
- Giuseppe (1863-1940), economista e statistico
- Angelo (1865-1910), giurista
- Quirino (1871-1957), fisico
- Dante Majorana (1874-1955), giurista
- Fabio (1875-1934), ingegnere (nonché padre del fisico Ettore Majorana)
- Elvira (1877-1944)
- Emilia

Nel 1847 pubblica Ricchezza e Miseria, ossia Nuovo Trattato di economia politica, "formula scientifica e politica della rivoluzione che maturava in Sicilia"; nel 1850 si laurea in giurisprudenza all'Università di Catania. Titolare della cattedra di economia politica all'Università di Messina dal 1865 e dal 1866 di quella dell'Università di Catania, dal 1894 passa all'insegnamento di scienze delle finanze. Nel 1866 pubblica il primo volume del Trattato di economia politica che chiama seconda edizione rispetto a quella del 1847, nonostante l'opera sia interamente rifatta. Socio fondatore della Società di Economia Politica Italiana, aderisce alla Adamo Smith. Sono del 1875 La scuola germanica e la scuola di Adamo Smith in economia politica e La missione dei cultori delle scienze sociali in Italia.
Dalla IX alla XIII legislatura è deputato alla Camera nelle file della Sinistra. Ministro dell'agricoltura, dell'industria e del commercio nel I e nel III governo Depretis (dal 1876 al 1877 e dal 1878 al 1879), nel 1879 scrive le Considerazioni e Documenti presentati alla Camera dei deputati in appoggio al progetto di legge sul riordinamento degli Istituti d'emissione a proposito dei reclami di alcuni fra gli istituti medesimi.
Senatore dal 1879, nel marzo e giugno del 1880 pubblica due serie di articoli, in tutto trentadue, sul monopolio bancario e il corso forzato (sulla rivista Lega della Democrazia di Alberto Mario).
Nel 1911, a cura dei figli Giuseppe, Angelo e Dante, è pubblicata, da manoscritto inedito, un'edizione completa in cinque libri del Trattato, di cui l'edizione del 1866 costituiva il I libro.
Muore a Roma il 23 dicembre 1897.
Il Museo Civico di Militello in Val di Catania conserva un suo mezzo busto bronzeo opera dello scultore S. Assenza, realizzato a Roma nel 1951 su commissione del Comune.

## Opere
- Ricchezza e Miseria ossia Nuovo Trattato di economia politica, Catania, Tip. del Real Ospizio di beneficenza, 1847.
- Ordinamento della teoria giuridica delle scienze sociali, Catania, Tip. del Reale Ospizio di beneficenza, 1856.
- Sul nuovo modo d'esporre l'economia politica pel prof. F. Ferrara. Osservazioni dell'avv. Salvatore Majorana, Catania, Tip. dell'Accademia Gioenia, 1858.
- Sul progetto di legge della perequazione fondiaria. Osservazioni dell'avvocato Salvatore Majorana Calatabiano, Catania, Tip. La Fenice di Musumeci, 1864.
- Trattato di economia politica. Teorie fondamentali. Seconda edizione del tutto rifusa e ampliata, Catania, Stab. Tipografico Caronda, 1865.
- Si sceglierà Salito Montedoro o Caldare nella linea ferroviaria fra Catania e Palermo?, Catania, Stab. Tip. Galatola, 1871.
- Provvedimenti finanziari. Discorso pronunciato nella seduta del 12 maggio 1872, Roma, Tip. eredi Botta, 1872.
- Sulla proposta di legge per regolare la circolazione cartacea. Discorso nelle tornate della Camera 7 e 9 febbraio 1874, Roma, Tip. eredi Botta, 1874.
- La scuola germanica e la scuola di Adamo Smith in economia politica: conferenza, Catania, Tip. G. Galatola, 1875.
- La missione dei culturi delle scienze sociali in Italia, Catania, G. Galatola, 1875.
- Discorsi nella discussione dello schema di legge per disposizioni sulla pesca: tornate del 14, 15, 16, 17 e 19 febbraio 1877, Roma, Tip. eredi Botta, 1877.
- Discorso alla Camera dei deputati nella tornata del 5 marzo 1877 sull'interpellanza intorno alle condizioni delle banche consorziali e all'ordinamento del credito fondiario e agrario, Roma, Tip. eredi Botta, 1877.
- Considerazioni e Documenti presentati alla Camera dei deputati il 2 maggio 1879 dal Ministro di agricoltura, industria e commercio Majorana-Calatabiano in appoggio al progetto di legge sul riordinamento degli Istituti d'emissione a proposito dei reclami di alcuni fra gli Istituti medesimi, Roma, Tip. eredi Botta, 1879.
- Discorso pronunciato dal senatore S. Majorana-Calatabiano nella seduta del 7 dicembre 1885 nel Senato del Regno, Roma, Forzani e C., 1885.
- Lezioni di scienza delle finanze nella R. Università di Catania, negli anni 1885-‘86-‘87, date dal prof. Salvatore Majorana Calatabiano, Catania, Tip. di F. Martinez, 1889.